# Линсфербах
Линсфербах (нем. Linspherbach) — река в Германии, протекает по земле Гессен. Площадь бассейна реки составляет 33,107 км², длина реки — 18,2 км. Левый приток Эдера.
На реке сохранилось здание мельницы Oberlinspher Mühle 1885 года постройки. Мельница находится на этом месте с 1571 года. В верхнем течении река протекает по территории заповедника.